# Grandas de Salime
Grandas de Salime é um concelho (município) da Espanha na província e Principado das Astúrias. Tem 112,55 km² de área e em 2019 tinha 835 habitantes (densidade: 7,4 hab./km²).

## Demografia
| Variação demográfica do município entre 1991 e 2004 | Variação demográfica do município entre 1991 e 2004 | Variação demográfica do município entre 1991 e 2004 | Variação demográfica do município entre 1991 e 2004 |
| --------------------------------------------------- | --------------------------------------------------- | --------------------------------------------------- | --------------------------------------------------- |
| 1991                                                | 1996                                                | 2001                                                | 2004                                                |
| 1479                                                | 1387                                                | 1271                                                | 1219                                                |